# تپه لار آراسی۴
تپه لار اّراسی۴ در شهرستان بوئین‌زهرا، بخش آوج، روستای سنگاوین واقع شده و این اثر در تاریخ ۲۵ اسفند ۱۳۸۰ با شمارهٔ ثبت ۵۵۳۱ به‌عنوان یکی از آثار ملی ایران به ثبت رسیده است.